# Bettys patentmedicin
Bettys patentmedicin är en tecknad kortfilm från 1932 med Betty Boop.
Betty och hennes vänner reser runt i en vagn och sjunger och dansar och säljer sin egen medicin "Jippo" till folk på gatorna.